# Euphorbia greggii
Euphorbia greggii es una especie fanerógama perteneciente a la familia de las euforbiáceas.  Es originaria de México, donde se encuentra en   Saltillo.

## Taxonomía
Euphorbia greggii fue descrita por  Engelm. ex Boiss. y publicado en Prodromus Systematis Naturalis Regni Vegetabilis 15(2): 147–148. 1862.
Etimología
Euphorbia: nombre genérico que deriva del médico griego del rey Juba II de Mauritania (52 a 50 a. C. - 23), Euphorbus, en su honor – o en alusión a su gran vientre –  ya que usaba médicamente Euphorbia resinifera. En 1753 Carlos Linneo asignó el nombre a todo el género.
greggi: epíteto otorgado  en honor del explorador, naturalista y comerciante estadounidense Josiah Gregg (1896-1850) quien recolectó plantas en el norte de México.